# 那須資之
那須 資之（なす すけゆき）は、室町時代中期の武将。那須氏（上那須家）12代当主。

## 略歴
那須資氏の子として誕生。応永21年（1414年）頃より弟・資重と対立し、那須家の分裂を招いた。
応永23年（1416年）に上杉禅秀の乱が勃発すると、義父である禅秀方に与し、鎌倉公方・足利持氏の討伐を受けた。このような事情もあり、資重が持氏を頼って資之に抵抗を続けたので、資之は那須家の統一を果たすことはできず、資之の上那須家（居城・福原城）と資重の下那須家（居城・沢村城、後に烏山城）が以後暫く併存することになった。
正長元年（1428年）、死去。